# Седило
Сѐдило (на италиански и на сардински: Sedilo) е малко градче и община в Южна Италия, провинция Ористано, автономен регион и остров Сардиния. Разположено е на 283 m надморска височина. Населението на общината е 2182 души (към 2013 г.).